# Haltestelle Wien St. Marx
Die Haltestelle Wien St. Marx ist eine unterirdische S-Bahn-Station an der Aspangbahn. Sie liegt im 3. Wiener Gemeindebezirk, der Landstraße. Die Station wurde 2002 im Zuge des zweigleisigen Ausbaus der Strecke unweit des ehemaligen Aspangbahnhofs neu errichtet und wird von Linien im Verkehrsverbund Ost-Region bedient.

## Linien im Verkehrsverbund Ost-Region
| Linie | Linienverlauf |
| ----- | --- |
| S7    | (Laa an der Thaya –) Mistelbach – Wolkersdorf – Wien Floridsdorf – Wien Handelskai – Wien Traisengasse – Wien Praterstern – Wien Mitte – Wien Rennweg – Wien St. Marx – Wien Geiselbergstraße – Wien Zentralfriedhof – Wien Kaiserebersdorf – Schwechat – Mannswörth – Flughafen Wien – Fischamend – Maria Ellend a.d. Donau – Haslau – Regelsbrunn – Wildungsmauer – Petronell-Carnuntum – Bad Deutsch-Altenburg – Hainburg a.d. Donau Kulturfabrik – Hainburg a.d. Donau Personenbahnhof – Hainburg a.d. Donau Ungartor – Wolfsthal |
| 18    | Burggasse-Stadthalle – Urban-Loritz-Platz – Westbahnhof – Gumpendorfer Straße – Margaretengürtel – Matzleinsdorfer Platz – Hauptbahnhof – Quartier Belvedere – Sankt Marx – Schlachthausgasse |
| 71    | Schottenring – Schottentor – Ring, Volkstheater – Oper, Karlsplatz – Rennweg – Sankt Marx – Zippererstraße – Enkplatz, Grillgasse – Simmering – Kaiserebersdorf, Zinnergasse |
| 74A   | Leberstraße, Sankt Marx – Rochusgasse – Landstraße – Stubentor |

## Geschichte
Anfang der 1990er-Jahre wurde von der Stadt Wien und den ÖBB beschlossen, die Flughafen-Schnellbahn von Wien Rennweg nach Bahnhof Flughafen Wien zweigleisig auszubauen und zu begradigen. In diesen Plänen war die Neuerrichtung der Station „Vienna Bio Center St. Marx“ zwischen dem Biocenter und dem ehemaligen Aspangbahnhof vorgesehen. Mit Fahrplanwechsel am 15. Dezember 2002 wurde die ausgebaute Strecke samt dieser Station dem Verkehr übergeben. Seither fährt alle 30 Minuten eine S-Bahn von Wien Floridsdorf zum Flughafen, stündlich bis Wolfsthal verlängert, weiters durchfährt halbstündlich der CAT zum Flughafen die Haltestelle.
Während der südseitige Ausgang der Haltestelle zur Kreuzung Landstraßer Hauptstraße / Leberstraße führt, kommt man durch den Nordausgang auf den Fred-Zinnemann-Platz. Hier, am Gelände des ehemaligen Aspangbahnhofs, wurde bis 2018 das Stadtentwicklungsprojekt Aspanggründe errichtet. Einige der hier entstandenen Gebäude sind Passivhäuser.

## Galerie

### Stationseingänge

#### Abgang Landstraßer Hauptstraße

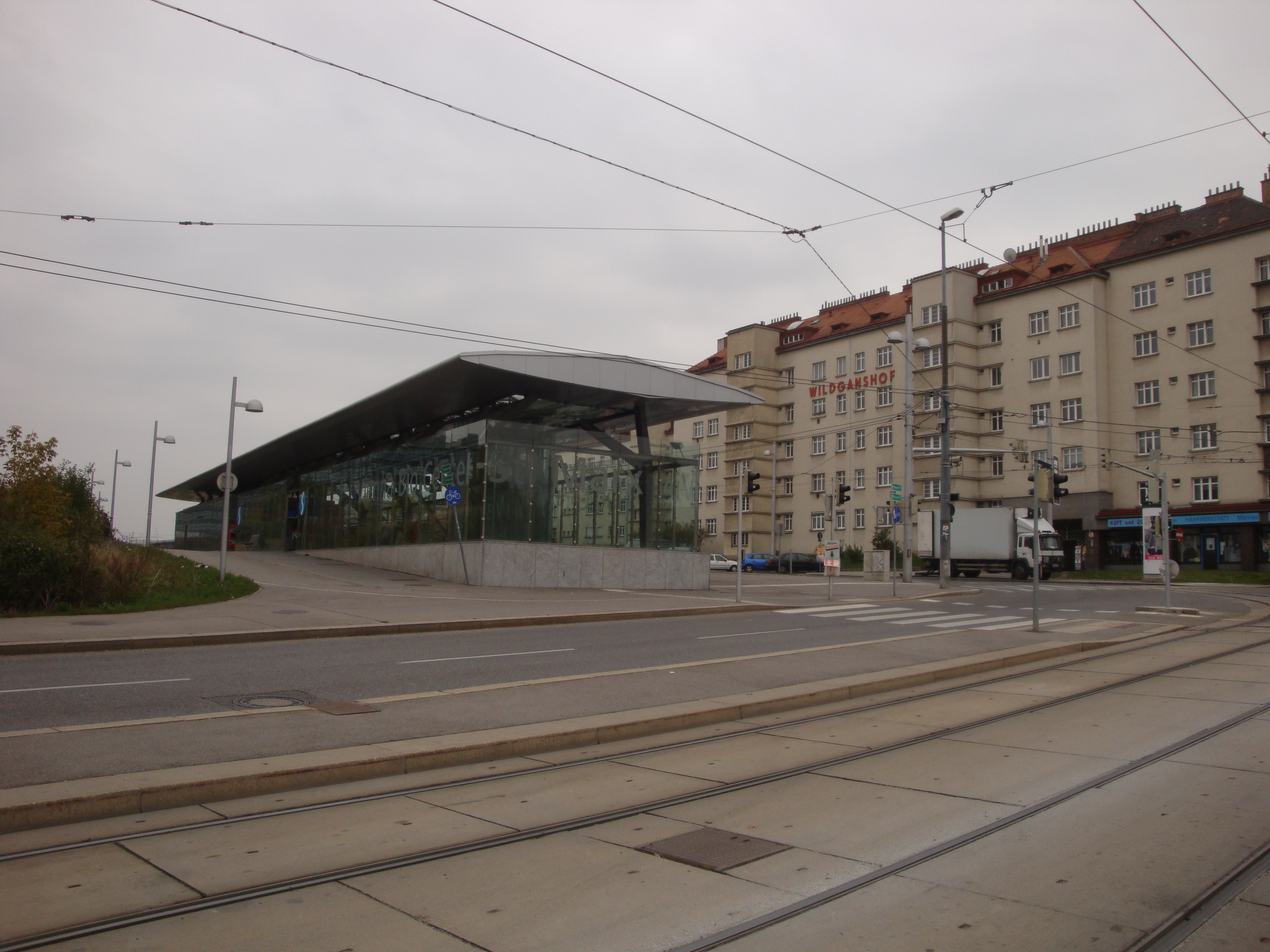
Stationsabgang zur Landstraßer Hauptstraße von der Oberfläche aus gesehen
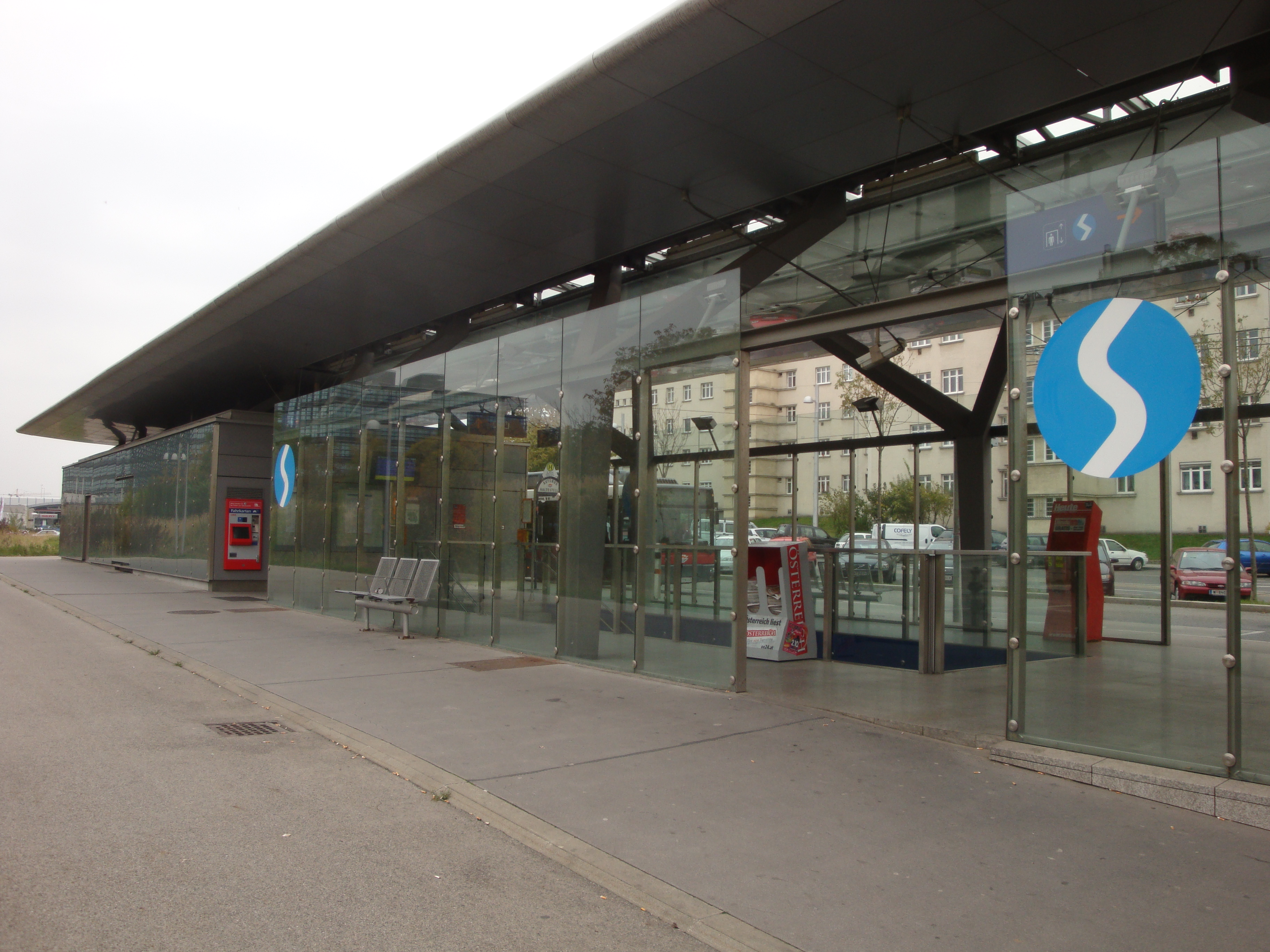
Überdachung des Stationsabganges zur Landstraßer Hauptstraße
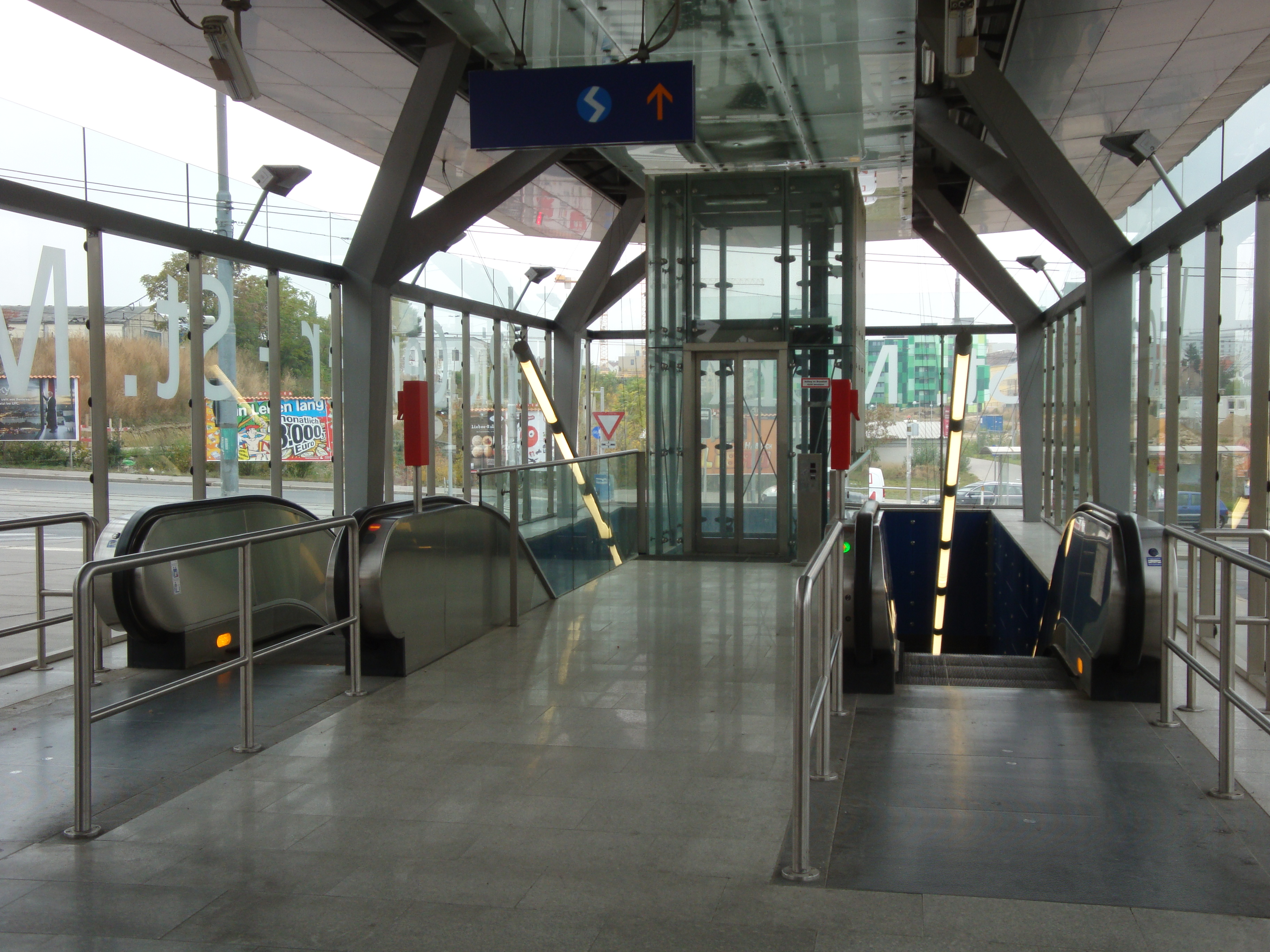
Innenansicht des Stationsabganges zur Landstraßer Hauptstraße
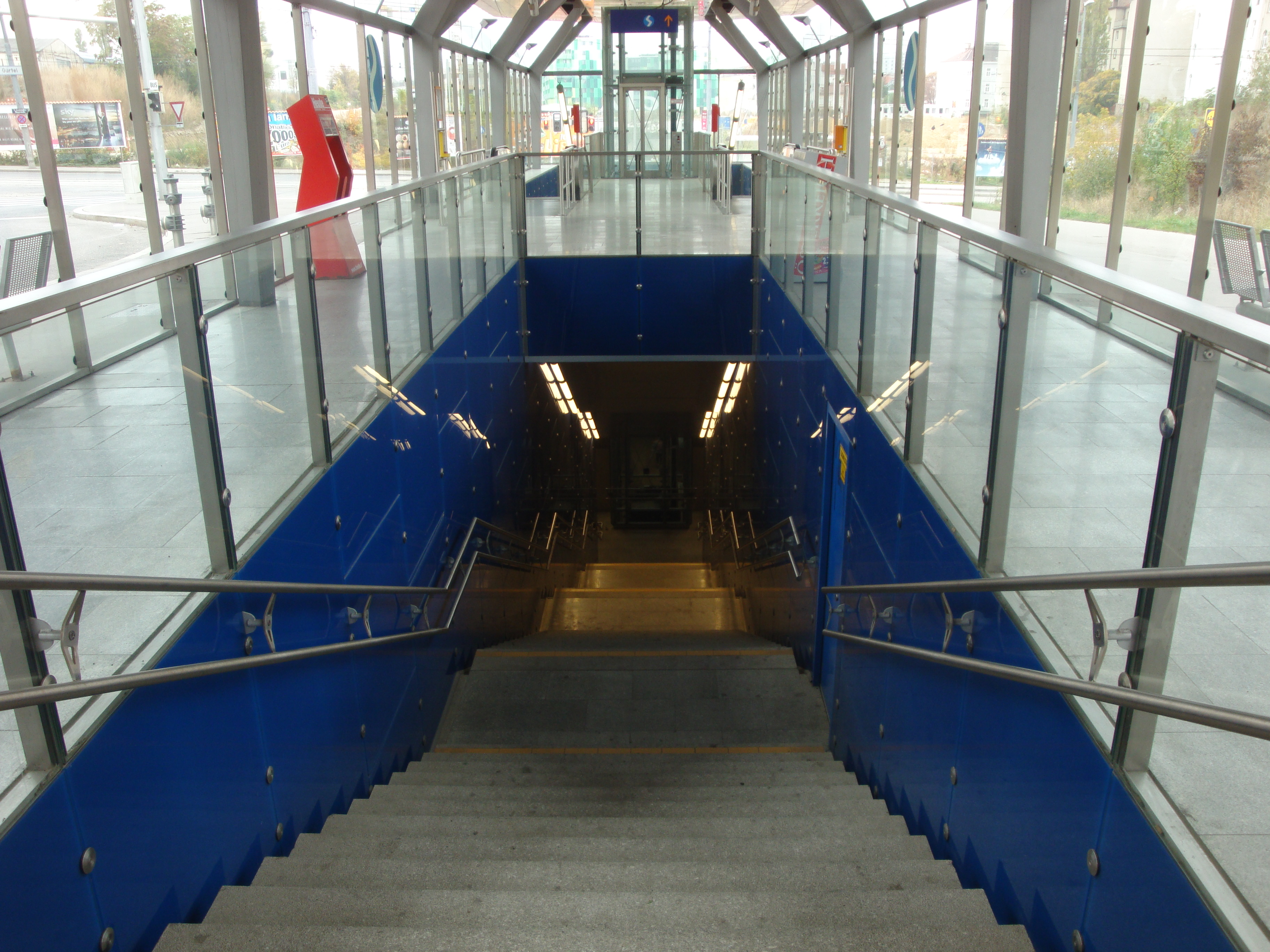
Innenansicht des Stationsabganges zur Landstraßer Hauptstraße mit Blick auf den Bahnsteig
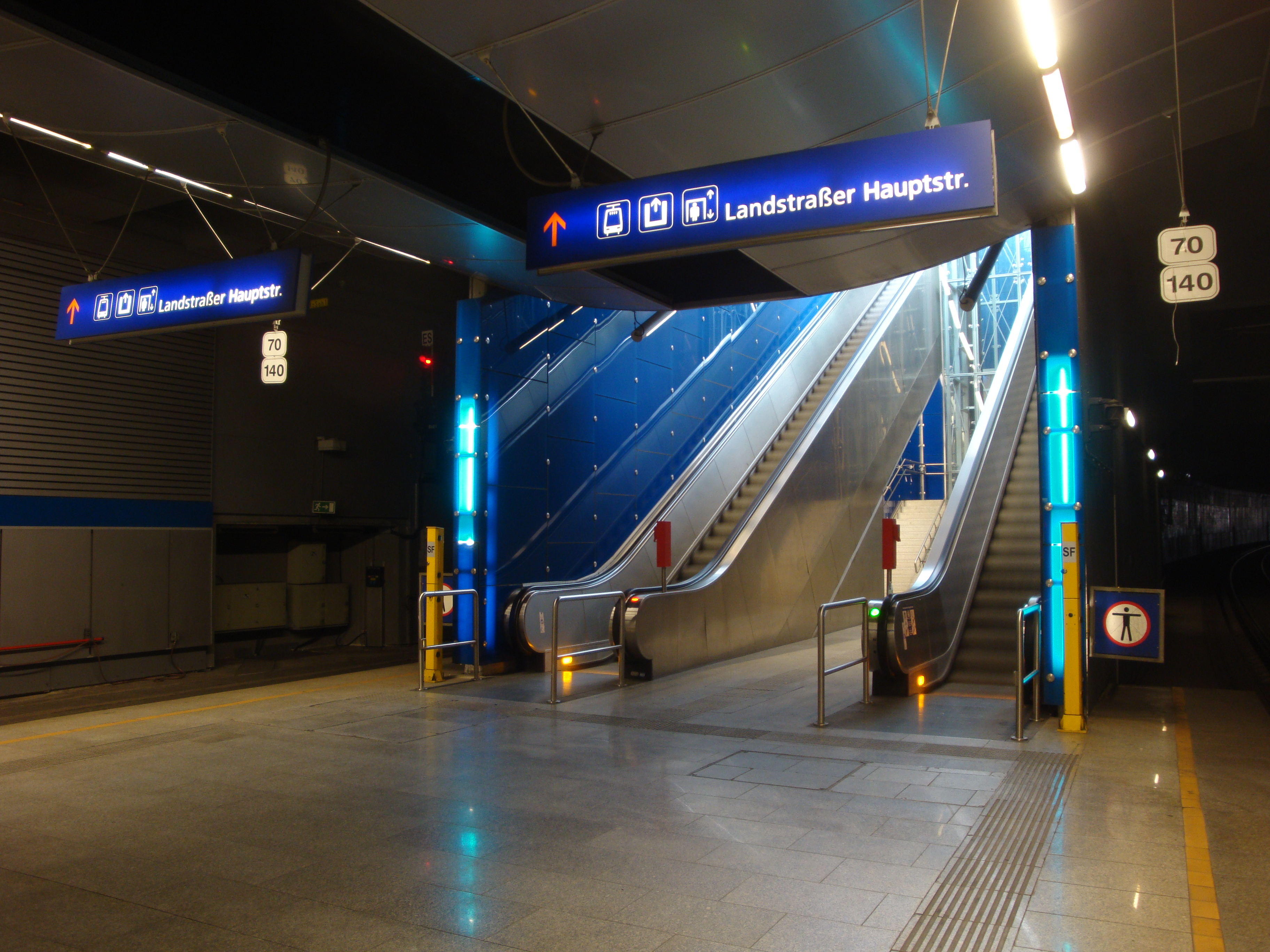
Stationsaufgang zur Landstraßer Hauptstraße vom Bahnsteig aus gesehen

#### Abgang Fred-Zinnemann-Platz

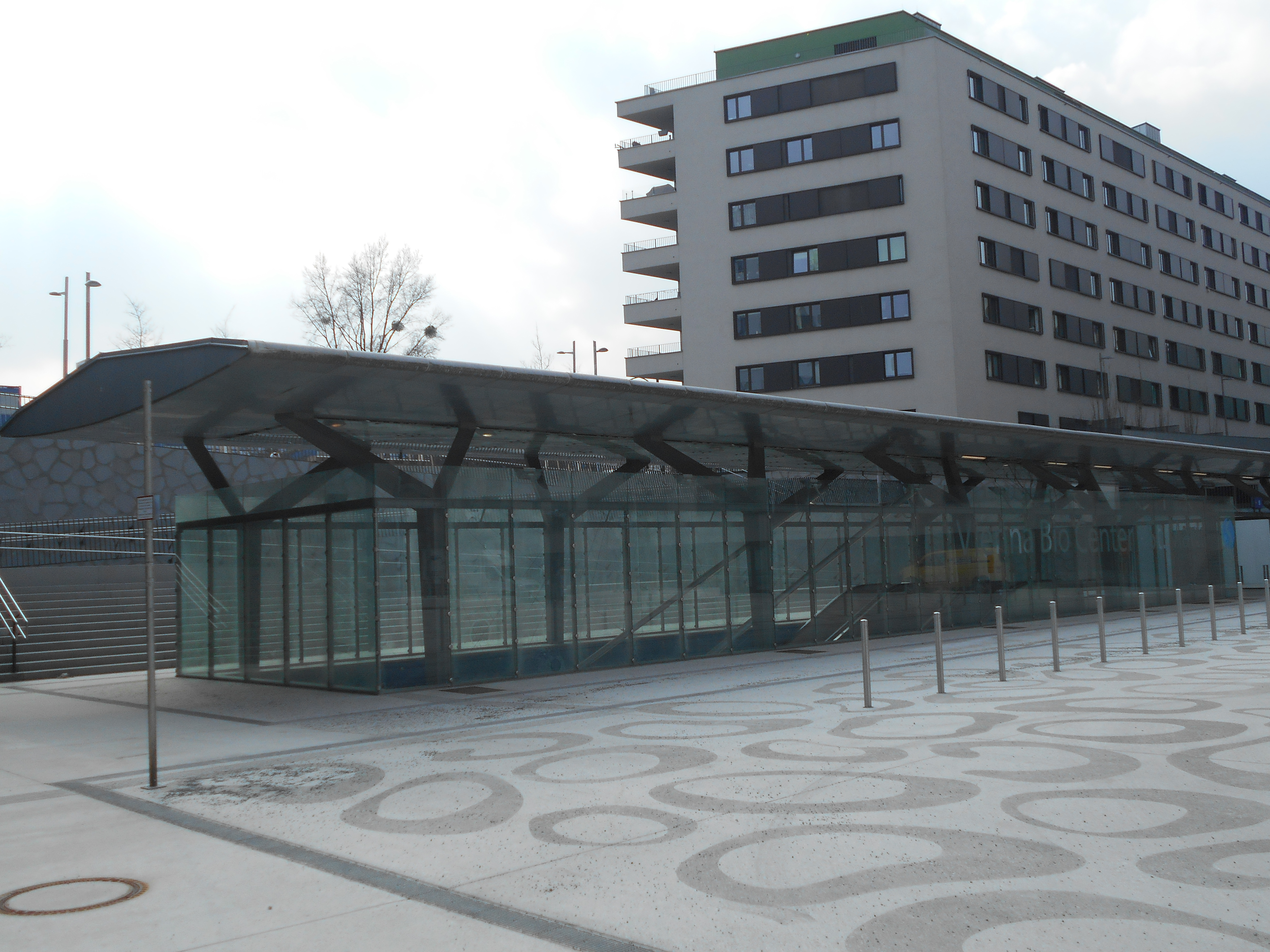
Der Abgang der Haltestelle Wien St. Marx von der Oberfläche aus gesehen
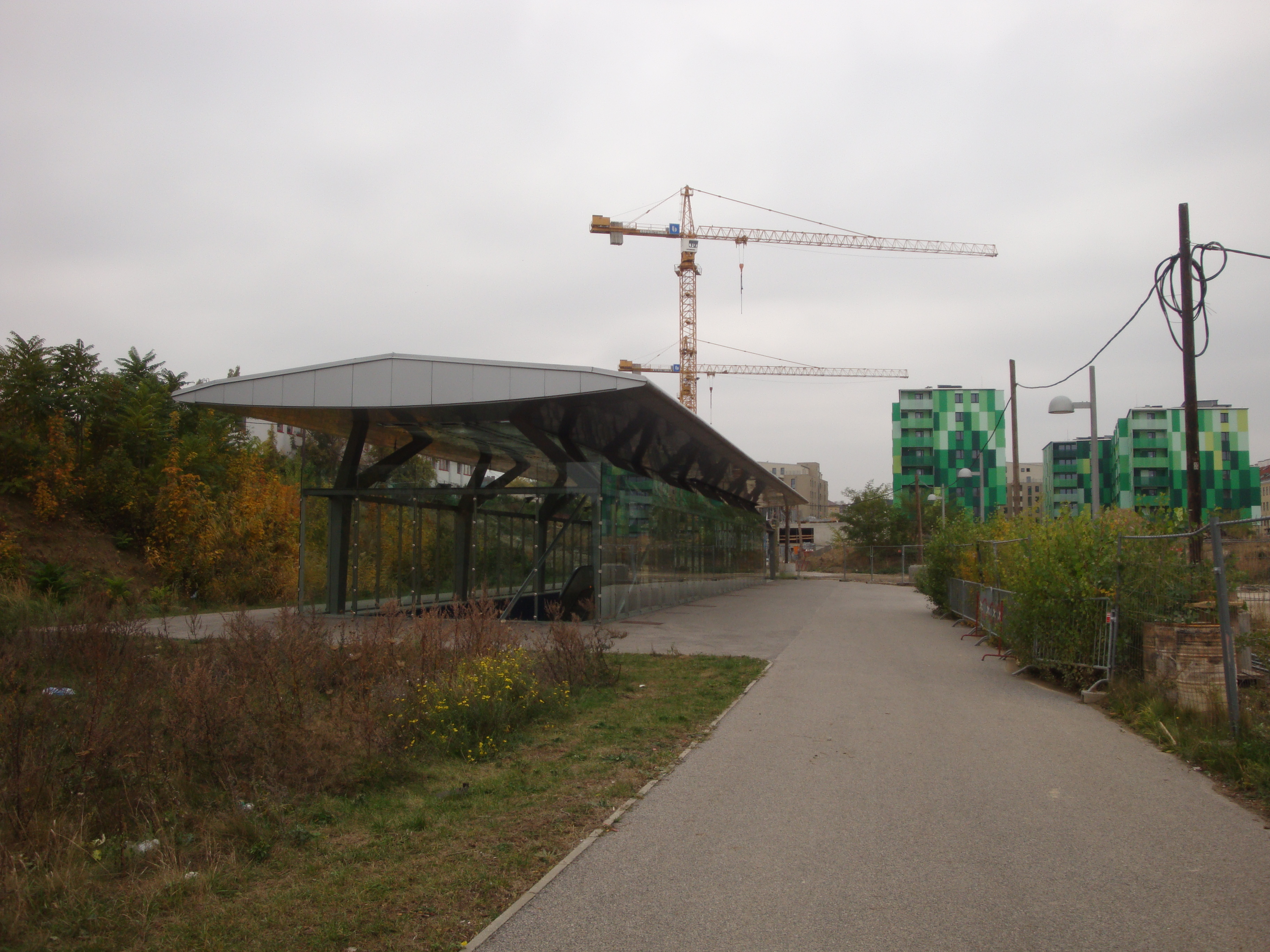
Zustand 2011
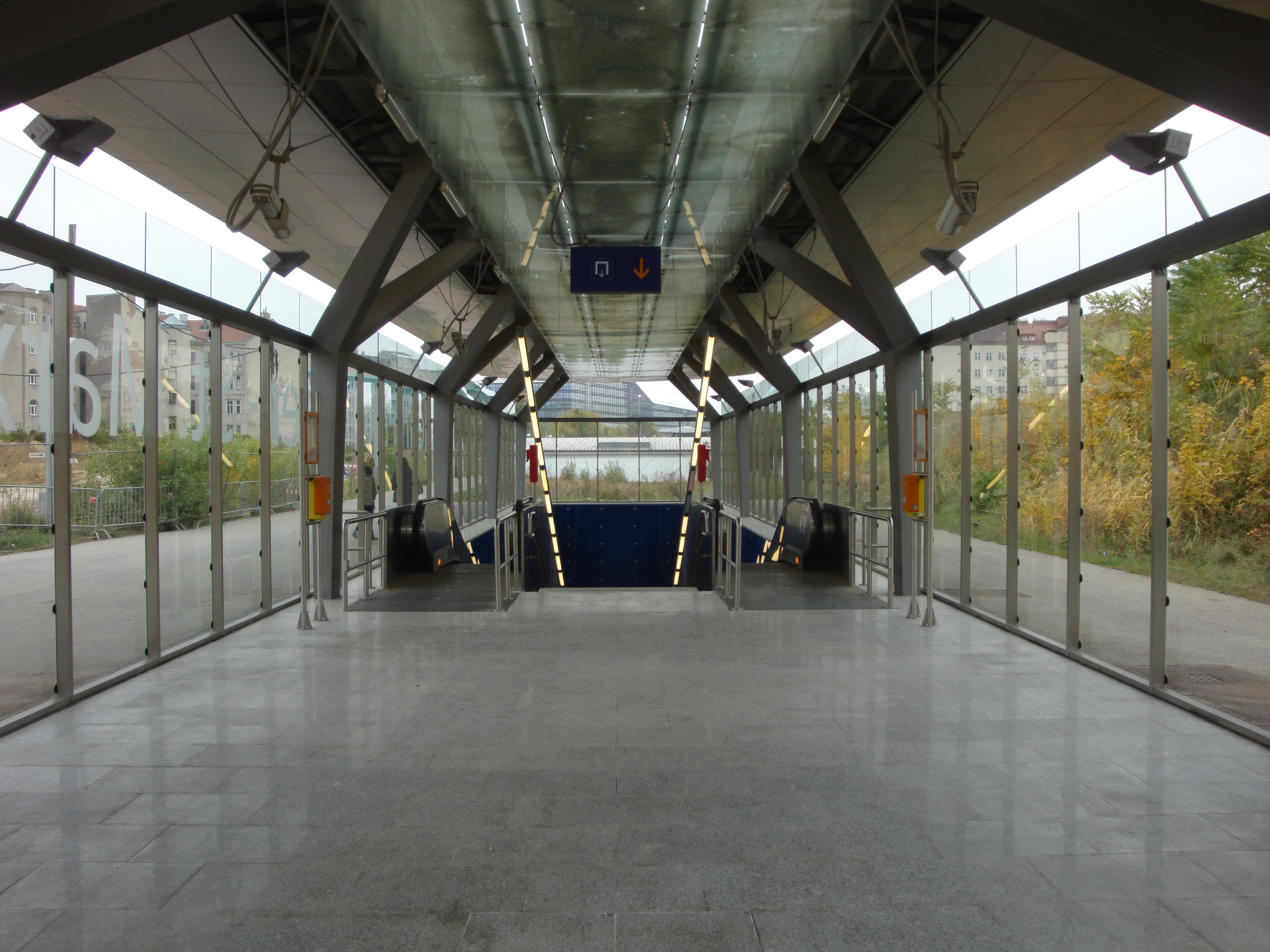
Innenansicht der Überdachung des Abganges Fred-Zinnemann-Platz der Haltestelle Wien St. Marx (2011)
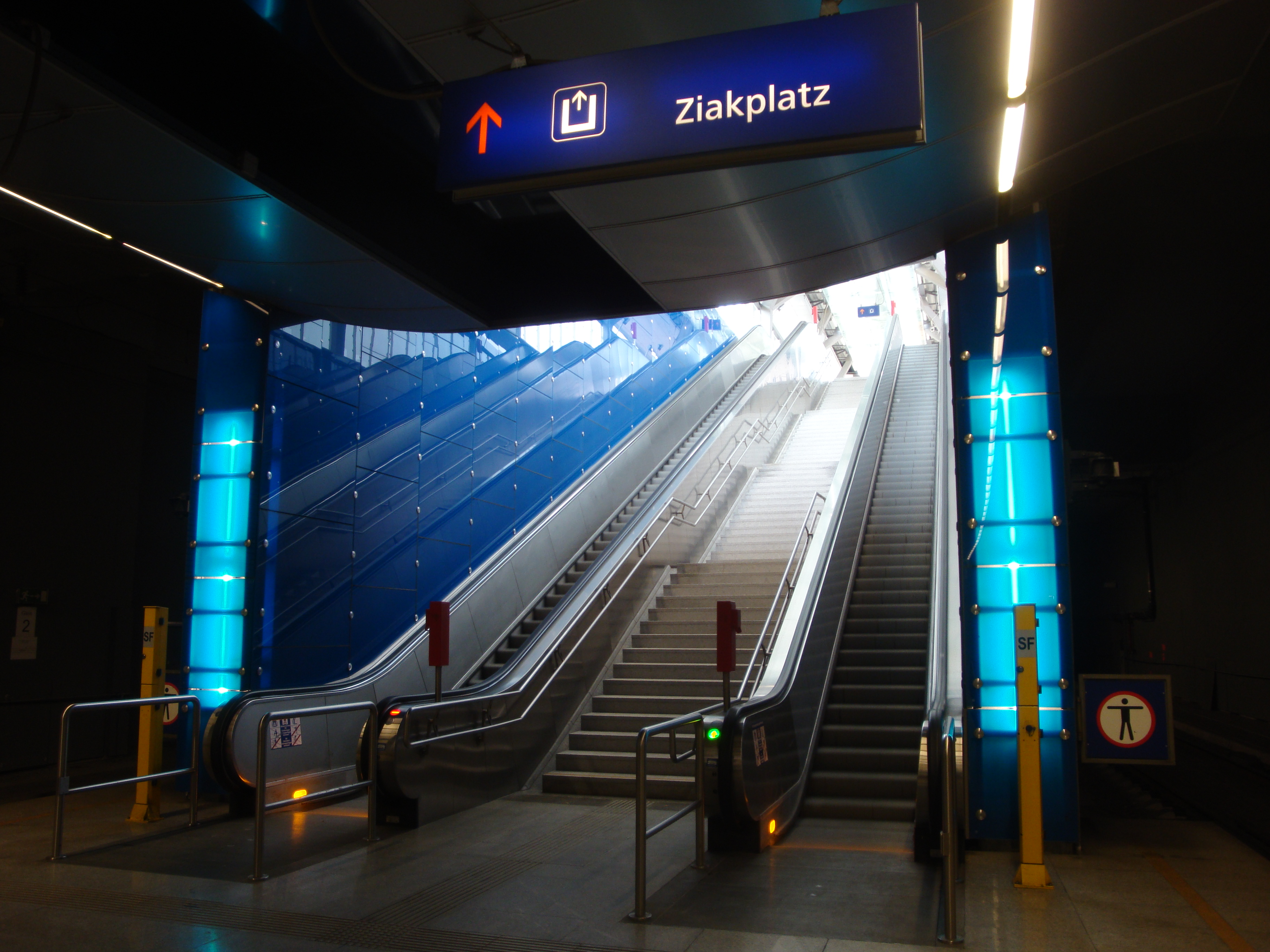
Der Aufgang Fred-Zinnemann-Platz der Haltestelle Wien St. Marx mit Blick in Richtung Oberfläche (2011, damals zum mittlerweile aufgelassenen Ziakplatz)

### Bahnsteigbereich

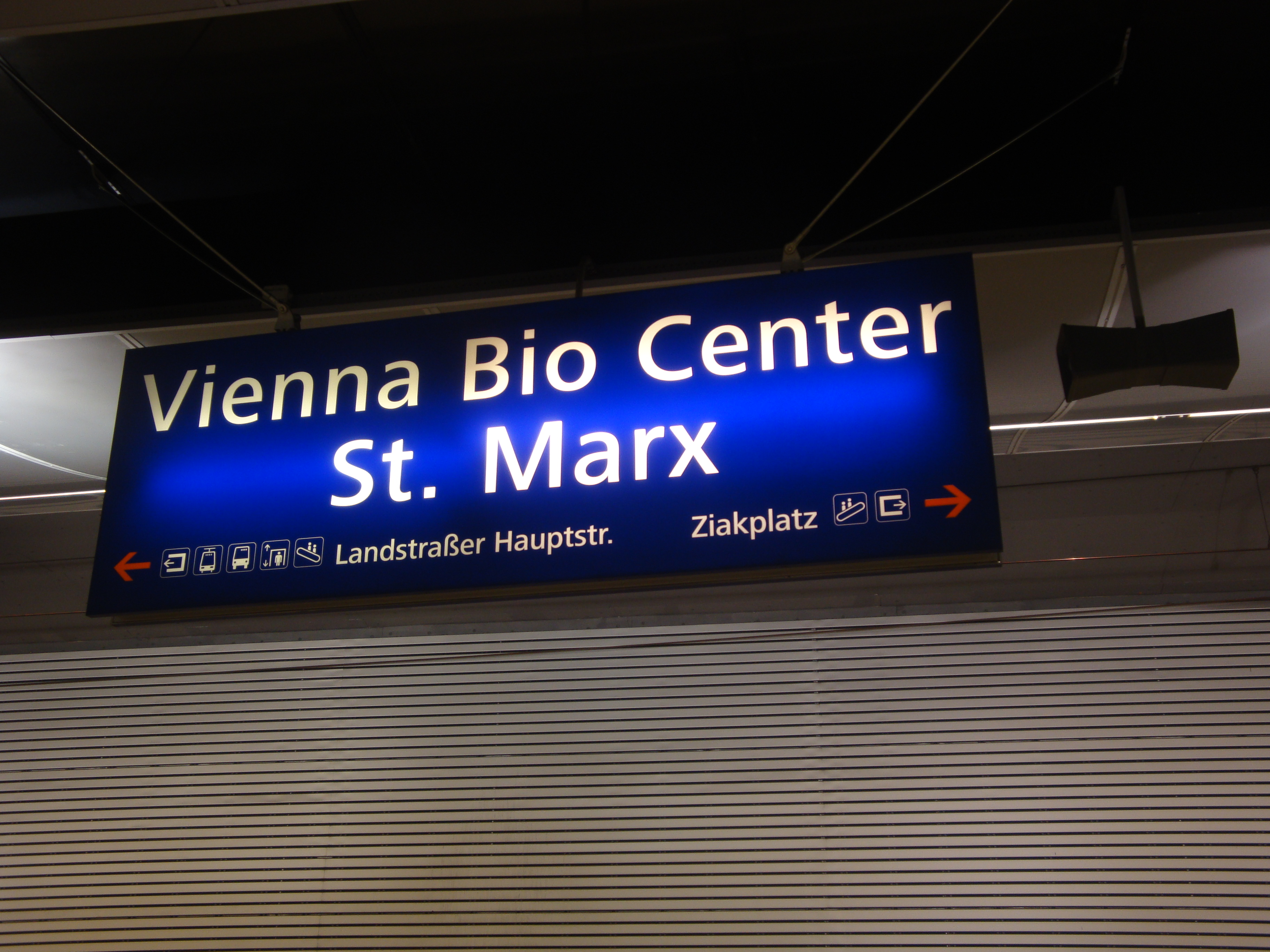
Stationsschild der Haltestelle Wien St. Marx
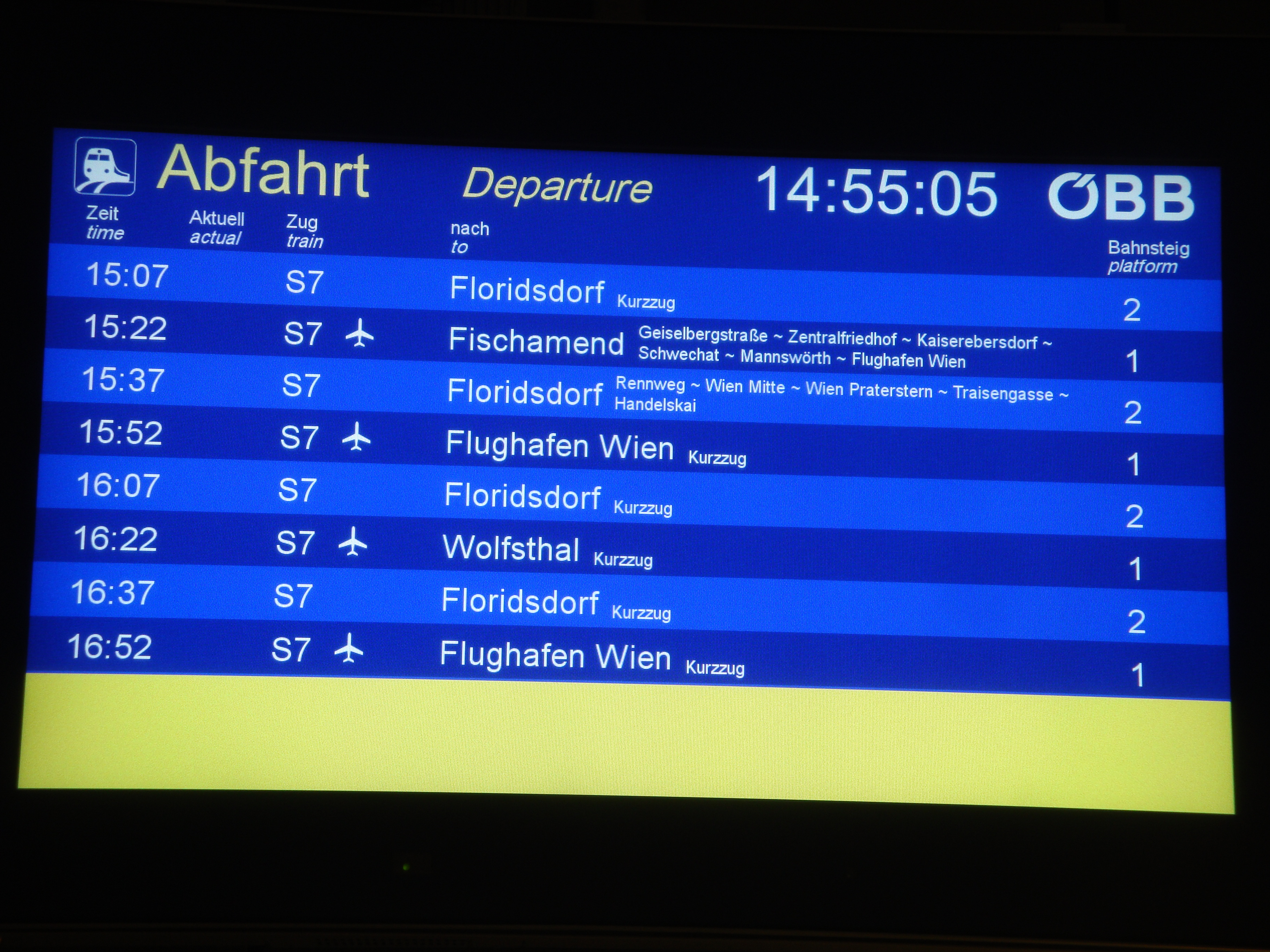
Abfahrtsmonitor der Haltestelle Wien St. Marx
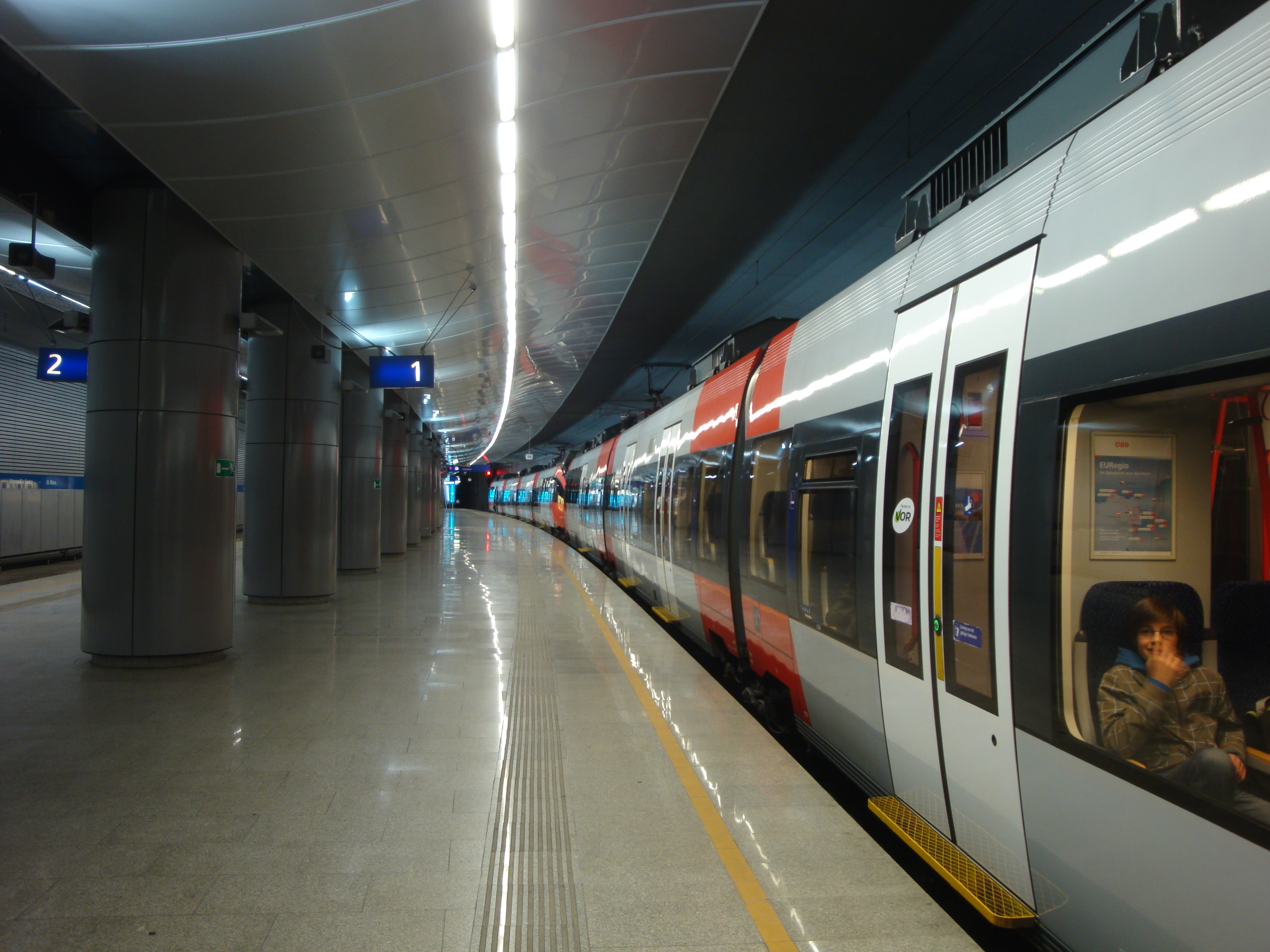
Bahnsteig 1 der Station Wien St. Marx mit einem Triebwagen der Reihe 4024 (Talent)
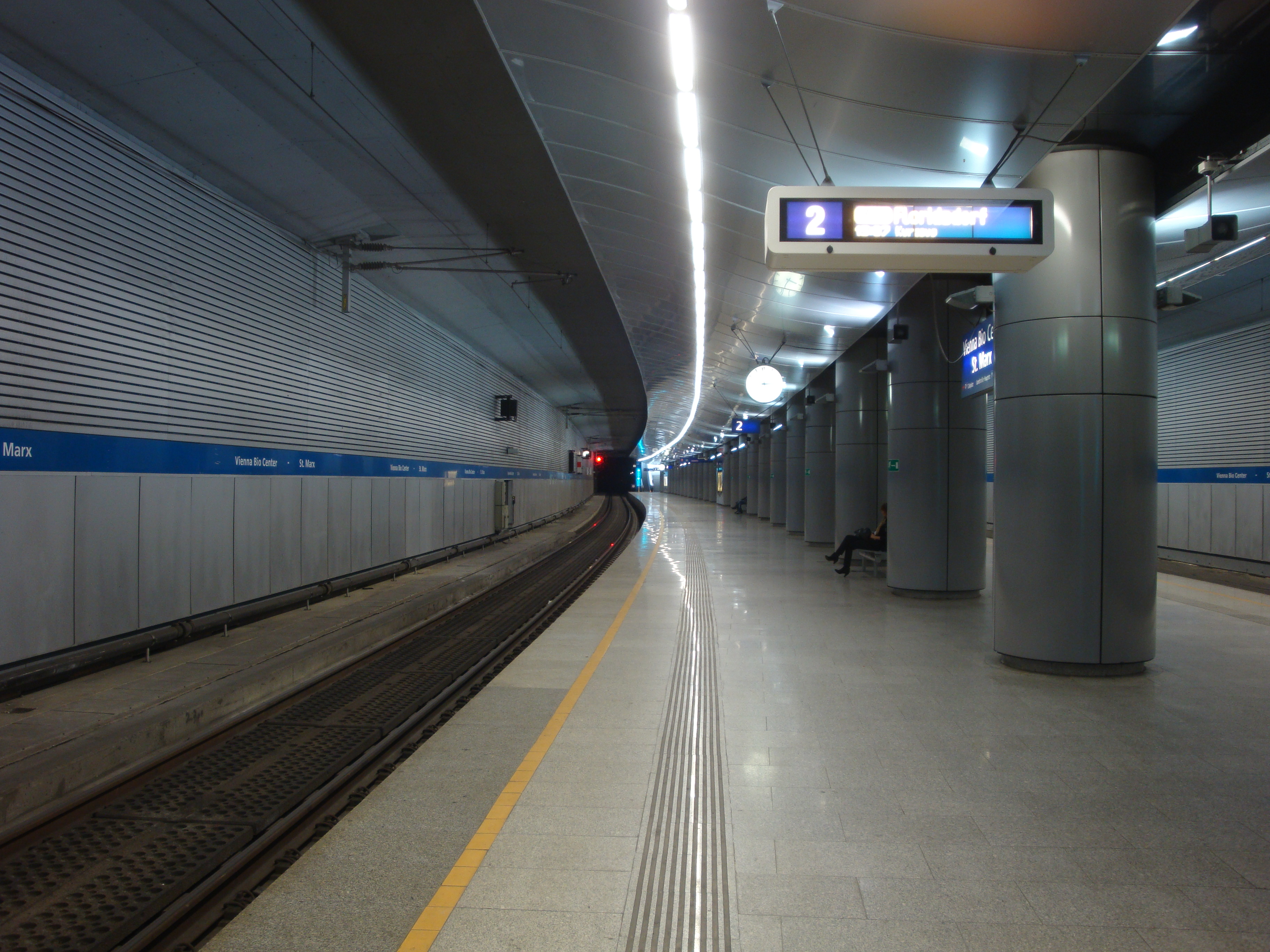
Bahnsteig 2 der Haltestelle Wien St. Marx
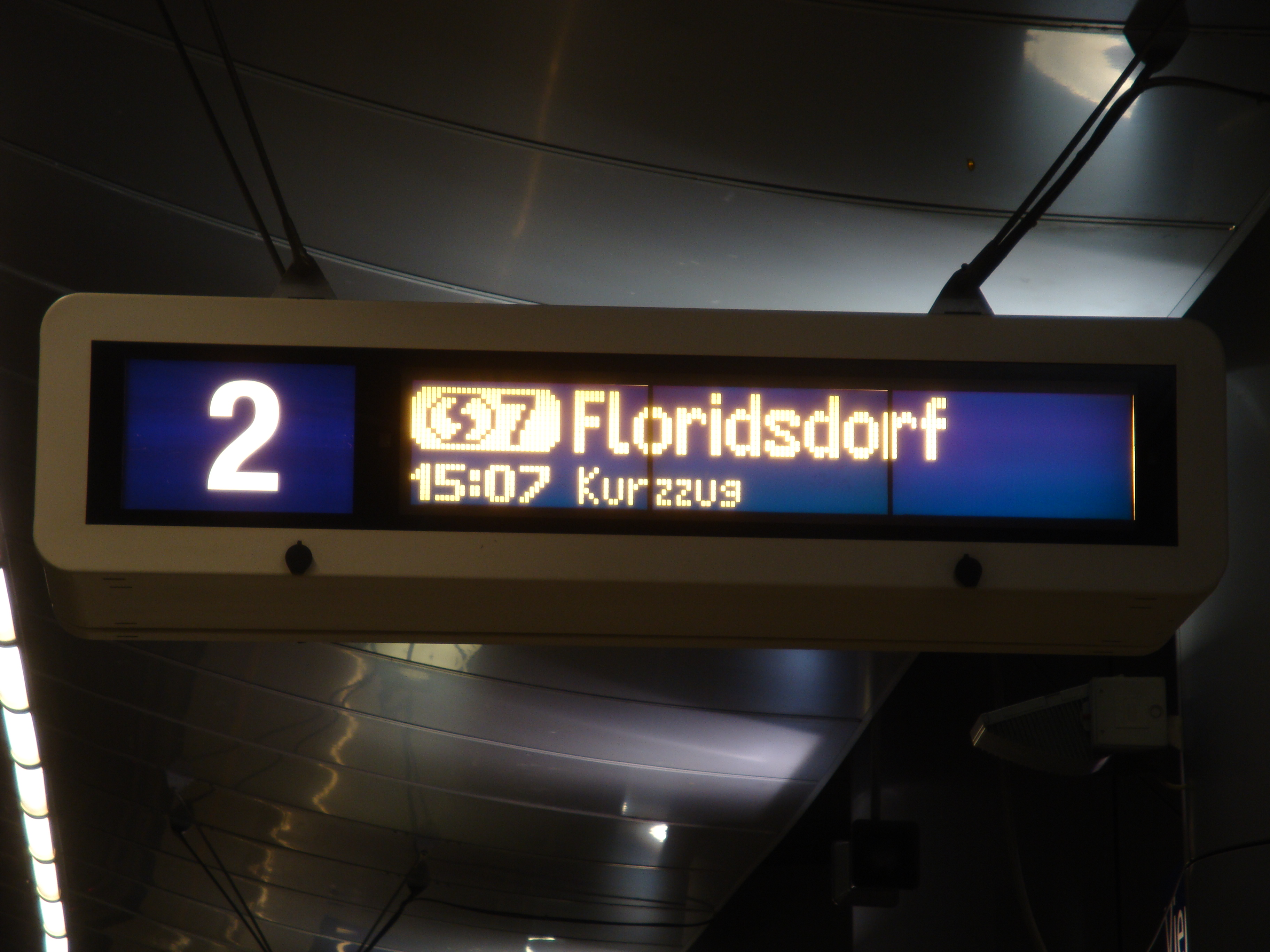
Zugzielanzeige der Haltestelle Wien St. Marx am Bahnsteig 2
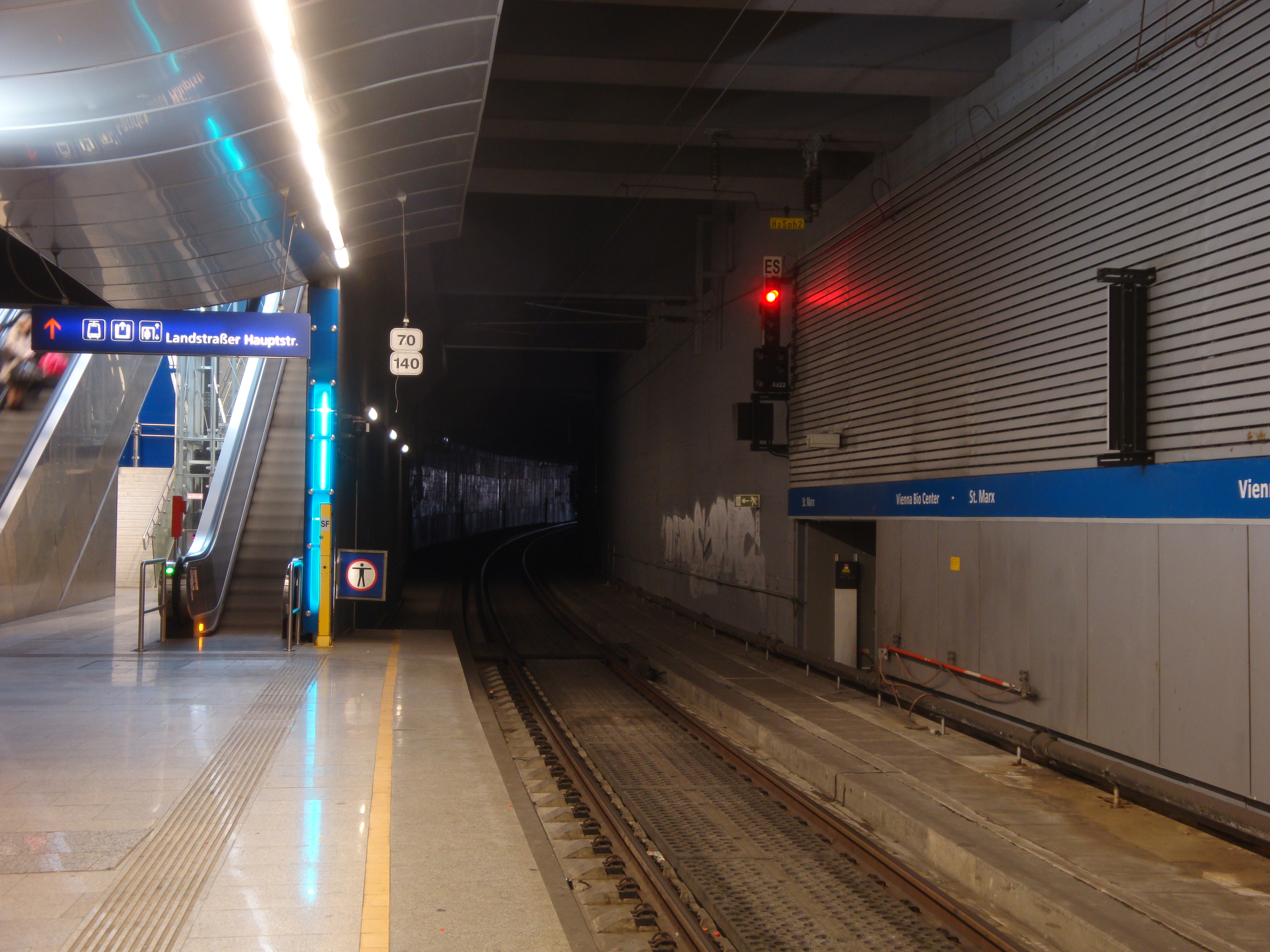
Bahnsteig 2 der Haltestelle Wien St. Marx mit Blick Richtung Flughafen
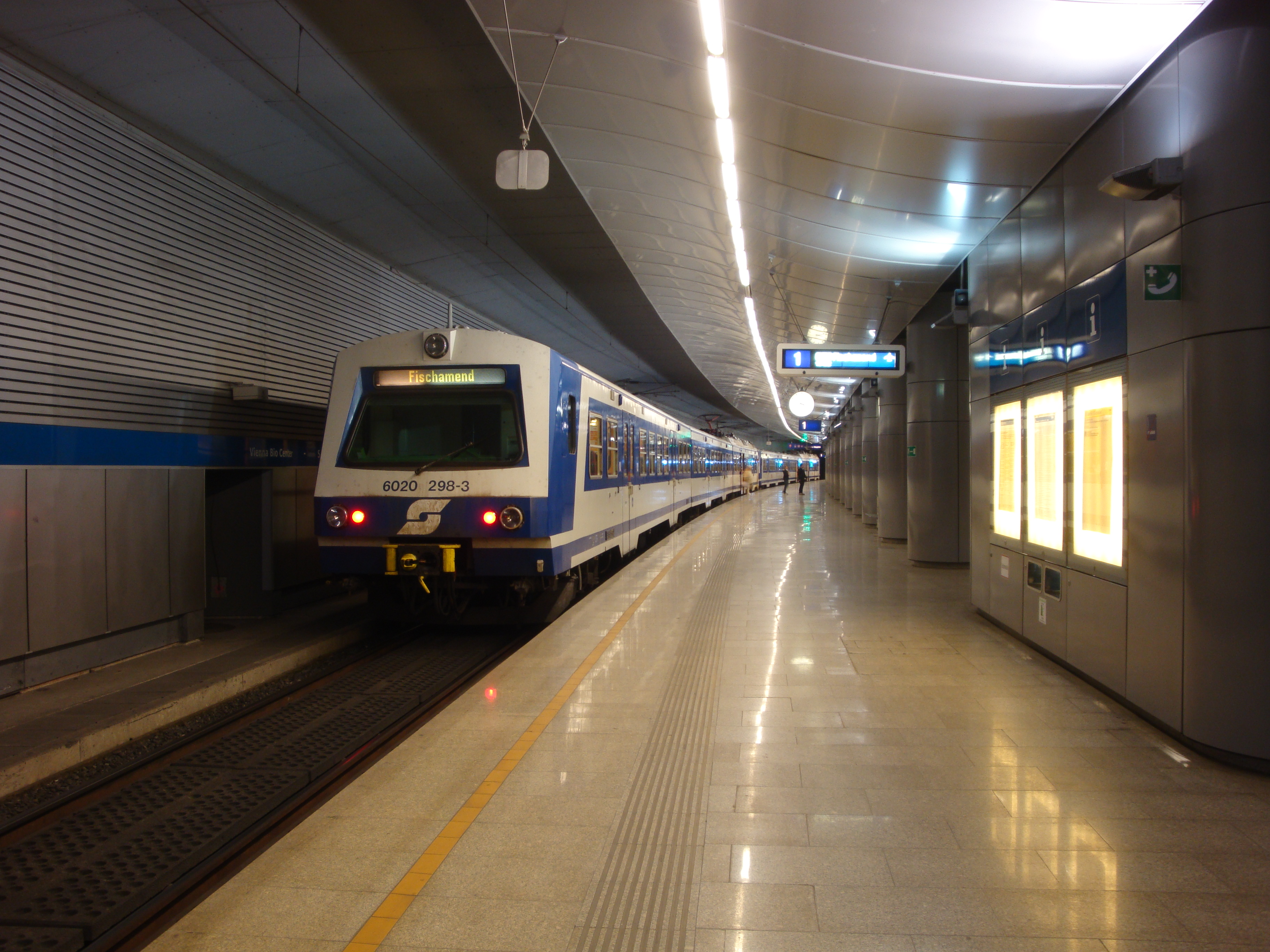
Triebwagen der Reihe 4020 am Bahnsteig 2 der Haltestelle Wien St. Marx